# Budovy České dětské nemocnice
Česká dětská nemocnice byl nemocniční komplex novorenesančních budov stojících na parcele při jižní straně ulice Boženy Němcové v městské části Karlov, na hranici Nového Města a Nuslí, 120 00 Praha 2. Byla vybudována jako sídlo první moderní české pediatrické kliniky v Rakousku-Uhersku mezi lety 1898 a 1902. Budovy nemocnice byly strženy při stavbě tzv. Severojižní magistrály v rámci budování Nuselského mostu v roce 1971.

## Dějiny budovy

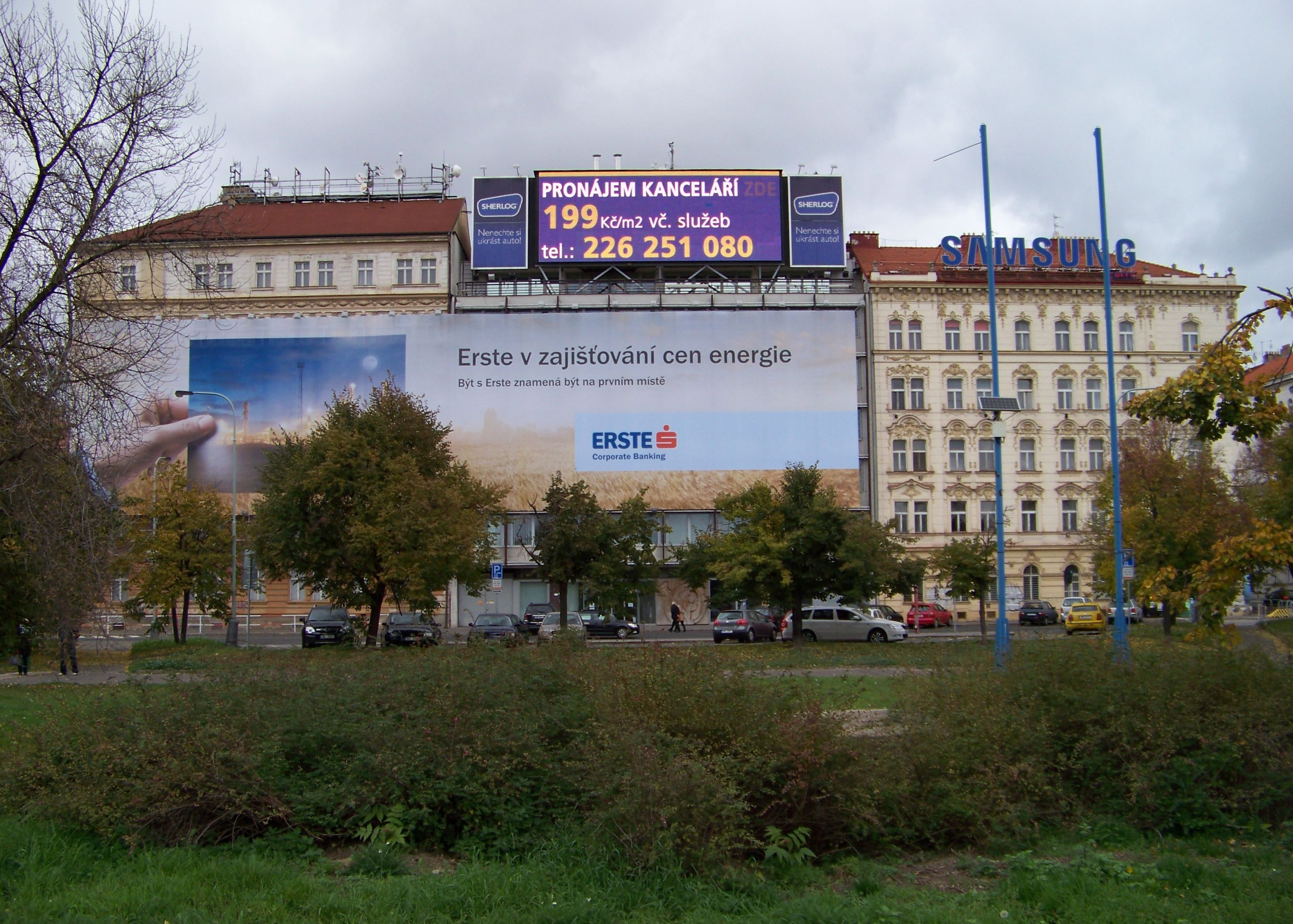
Volné prostranství a parkoviště mezi nájezdy Severojižní magistrály na Nuselský most v místě někdejších staveb

### Výstavba
Vznik nemocničního areálu inicioval Spolek pro zřízení a vydržování české dětské nemocnice a chorobince v Praze vedený lékařem a zakladatelem české pediatrie Bohdanem Neureutterem. Neuretter vedl roku 1888 založenou nemocnici v domě Na křižovatce na rohu ulic Viničné a Benátské, která však svou kapacitou ani vybavením neodpovídala německé dětské nemocnici v ulici Na Moráni, založené roku 1842 Eduardem Kratzmannem. 
Od pražského magistrátu se po letech jednání podařilo získat obecní pozemek na hraně prudké strže Nuselského údolí, který odděluje Nové Město a Nusle. Spolek nashromáždil dostatek financí, plány bezplatně zhotovil stavitel Karel Stark. Komplex budov o 6 oddělených pavilonech, kde byl kromě kliniky a porodnice také nalezinec. Svou polohou stavba navazovala na nedaleký areál nemocnice na Karlově a městského nalezince ležících několik set metrů západně. Základní kámen byl položen slavnostně za přítomnosti oficiálních hostů, např. pražského starosty Jana Podlipného či pražského arcibiskupa Františka Schönborna, u příležitosti padesátiletého jubilea korunovace císaře Františka Josefa I., nemocnice pak měla nést název Česká dětská nemocnice Františka Josefa I. na Karlově. Financování jednotlivých pavilonů bylo zajišťováno přímými dary soukromých společností.  

### Provoz
Dostavěna a uvedena do provozu byla 7. února 1902 s kapacitou 270 lůžek. MUDr. Neureutter se dostavby nemocnice nedožil, zemřel roku 1899, do čela ústavu se tak postavil jeho spolupracovník a činitel iniciačního spolku MUDr. František Michl.
Po vzniku nezávislého Československa byla její kapacita zmenšena na maximální kapacitu 45 lůžek. Během okupace Československa během druhé světové války se lůžková oddělení přesunula do sousední budovy nalezince, byla také poškozena během bojů při Pražském povstání roku 1945. Roku 1953 zde pak bylo zřízeno sídlo Fakulty dětského lékařství Univerzity Karlovy.  

### Demolice
Začátkem 70. let 20. století bylo rozhodnuto o výstavbě tzv. Severojižní magistrály, dálničním průtahu Prahou navazujícím na dálnice D1 a D8, budovaném v letech 1973 až 1980. Při plánování trasy komunikace a s ní související výstavbě Nuselského mostu bylo rozhodnuto o demolici staveb nemocnice pro potřeby silničních nájezdů na most. Stavba mostu byla zahájena roku 1967 demolicemi obytných domů a budováním mostních pilířů v Nuslích, budovy dětské nemocnice na Karlově pak byly odstřeleny v roce 1971. Projekt Nuselského mostu se pak veřejnosti otevřel roku 1973.
Prostor někdejšího areálu, do kterého nezasahuje vozovka, je pokryt městskou zelení, na západní straně pak zůstala část obory, která vznikla spolu s nemocnicí. Jižní část ulice Boženy Němcové je tak odkrytá a nachází se zde parkoviště.